# Butch Graves
Pour les articles homonymes, voir Butch.
Earl Gilbert Graves, Jr. dit Butch Graves, né le 5 janvier 1962 à Brooklyn, New York, est un ancien joueur professionnel américain de basket-ball et homme d'affaires.

## Carrière sportive
Butch Graves est étudiant à Université Yale puis obtient un MBA à Université Harvard. À Yale, il est membre de Skull and Bones et est le capitaine de l'équipe de basket-ball des Bulldogs de Yale, dont il sort meilleur scoreur historique et troisième de l'Ivy League. Il est 68e choix de la Draft 1984 de la NBA par les 76ers de Philadelphie, puis ne joue que quatre rencontres dans la ligue aux Cavaliers de Cleveland lors de la saison NBA 1984-1985. Non conservé par les Sixers, il rejoint en pré-saison les Bucks de Milwaukee avant de signer le 10 janvier 1985 le premier de deux contrats de dix jours avec les Cavs.

## Carrière professionnelle
Butch Graves est le fils du fondateur de Black Enterprise Earl G. Graves, Sr.. Il travaille pour la banque Morgan Stanley, comme PDG d'Earl G. Graves Publishing Company, éditeur de Black Enterprise, et directeur d'Autozone, Inc.
En 1995, Graves est arrêté par la Metropolitan Transportation Authority Police qui recherchait un suspect sans ressemblance avec Graves, sauf sa couleur. La police présente des excuses publiques, notamment dans des encarts de presse, dont le The New York Times.
Le 22 juillet 2009, Graves déclare qu'« il n'y a rien de post-racial aux États-Unis » après l'arrestation du professeur de Harvard Henry Louis Gates.